# 山梨県道5号甲府南アルプス線
山梨県道5号甲府南アルプス線（やまなしけんどう5ごう こうふみなみアルプスせん）は、山梨県甲府市から南アルプス市に至る県道（主要地方道）である。一部区間においてアルプス通りの愛称がある。

## 概要
甲府市と南アルプス市とを結ぶ路線で、峡西地区と甲府中心部とを結ぶ重要な道路である。このうち貢川地区から開国橋東側までの区間において山梨県道5号を名乗る道路は3本存在する。一つめが甲府市貢川交差点から始まるもっとも西側を走る通称バス通りと呼ばれている道路、二つめが、バス通りのすぐ東側を併走している緩やかなカーブと直線的な線形が特徴的な通称廃軌道と呼ばれている道路で、これはかつての山梨交通の路面電車の跡地を道路として利用したものである。三つめが県道7号と直結している往復4車線のバイパスであり、通称アルプス通りと呼ばれている。これは、渋滞緩和に加え甲府市中心地と甲府昭和インターチェンジとを結ぶために建設された道路であり、現在は山梨県道39号今諏訪北村線と直結し、白根インターチェンジまで通じている。廃軌道とアルプス通りは貢川交番南交差点で分離され、農林高校北交差点で再び合流するのに対し、バス通りは他2本と合流するのは開国橋西詰の交差点のみで、貢川側では交差しない。
残る荒川橋西詰交差点から貢川交番南までの区間、開国橋東詰から小笠原橋北詰までの区間は1本にまとめられているが、このうち前者の区間において4車線化工事が行われ、一部で供用が開始されている。なお、この区間は拡幅完了後美術館通りとなり、併せて国道52号に指定替えされる予定である。
かつては「甲府櫛形線」であったが、2003年（平成15年）4月1日に山梨県中巨摩郡櫛形町が合併により南アルプス市となったことに伴い、路線名が現在の甲府南アルプス線に変更された。

### 路線データ
- 起点：山梨県甲府市中央1丁目（甲府警察署東交差点、国道411号交点、山梨県道31号甲府山梨線起点）
- 終点：山梨県南アルプス市小笠原（小笠原橋北詰交差点、山梨県道12号韮崎南アルプス中央線・山梨県道42号韮崎南アルプス富士川線交点）
- 延長：約10km

## 歴史
- 1993年（平成5年）5月11日 - 建設省から、県道甲府櫛形線が甲府櫛形線として主要地方道に指定される[1]。

## 路線状況

### 別名
- アルプス通り（甲府市、南アルプス市）

## 地理

### 通過する自治体
- 甲府市
- 中巨摩郡昭和町[2]
- 甲斐市
- 南アルプス市

### 交差する道路
バス通り（甲府市・甲斐市）
- 国道52号（甲府市富竹・貢川交差点、起点）
- 国道20号（甲府市徳行・徳行西交差点）
- 山梨県道25号甲斐中央線（甲斐市西八幡・西八幡交差点・甲斐市西八幡・下八幡交差点）
- 山梨県道25号甲斐中央線（甲斐市西八幡・下八幡交差点）
- 山梨県道5号甲府南アルプス線 アルプス通り（甲斐市西八幡）

廃軌道（甲府市・甲斐市）
- 国道52号・山梨県道5号甲府南アルプス線 アルプス通り（甲府市上石田・貢川交番南交差点）
- 国道20号（甲府市徳行・徳行東交差点）
- 山梨県道25号甲斐中央線（甲斐市西八幡・玉幡交差点）
- 山梨県道25号甲斐中央線（甲斐市西八幡・玉幡西交差点）
- 山梨県道5号甲府南アルプス線 アルプス通り（甲斐市西八幡・農林高校北交差点）

アルプス通り（甲府市・甲斐市）
- 国道52号・山梨県道7号甲府昇仙峡線（甲府市上石田・貢川交番前交差点）【北緯35度39分30.2秒 東経138度33分0.6秒 / 北緯35.658389度 東経138.550167度】
- 国道52号・山梨県道5号甲府南アルプス線 廃軌道（甲府市上石田・貢川交番南交差点）
- 国道20号（甲府市徳行・徳行立体北交差点）
- 国道20号（中巨摩郡昭和町西条・西条北交差点）
- 山梨県道25号甲斐中央線（甲斐市西八幡・西八幡南交差点）
- 山梨県道25号甲斐中央線（甲斐市西八幡・竜王西小交差点）
- 山梨県道5号甲府南アルプス線  廃軌道（甲斐市西八幡・農林高校北交差点）
- 山梨県道5号甲府南アルプス線 バス通り・山梨県道116号臼井阿原竜王線（甲斐市西八幡・開国橋東詰交差点）

現道（南アルプス市）
- 山梨県道118号南アルプス甲斐線（南アルプス市上今諏訪・開国橋西交差点）
- 山梨県道39号今諏訪北村線（南アルプス市上今諏訪・上今諏訪交差点）
- 国道52号甲西道路（南アルプス市十五所・十五所交差点）
- 山梨県道12号韮崎南アルプス中央線・山梨県道42号韮崎南アルプス富士川線（南アルプス市小笠原・小笠原橋北詰交差点、終点）

### 沿線にある施設など
バス通り
- 竜王榎郵便局

廃軌道
- 甲府貢川郵便局
- 甲府信用金庫 西支店
- 山梨県民信用組合 竜南支店
- 甲府信用金庫 竜王南支店
- 玉幡郵便局
- 山梨信用金庫 玉幡支店
- 玉幡保育園

アルプス通り
- 貢川交番
- 甲府市立貢川小学校
- かおり幼稚園
- 甲斐市立竜王南小学校
- 玉幡公園
- 甲斐市立竜王西小学校
- 山梨県立農林高等学校
- 山梨県警察学校

現道
- 櫛形吉田郵便局
- 南アルプス市立豊小学校
- 山梨県立巨摩高等学校